# Eulenspiegel (Kino)

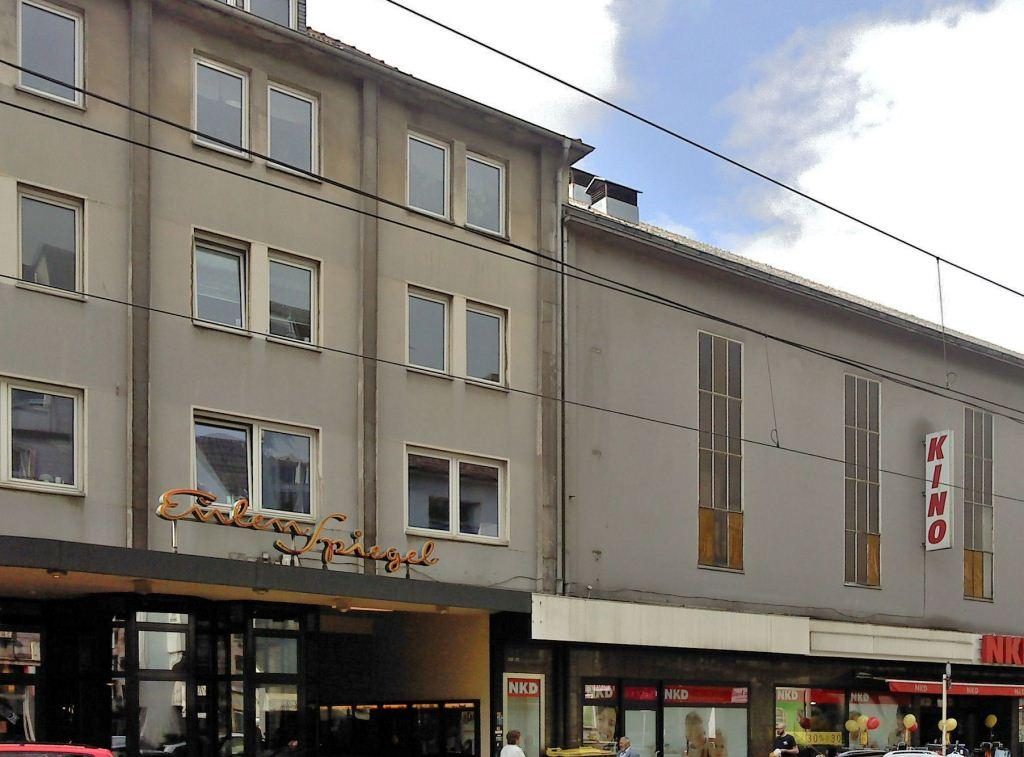
Kino Eulenspiegel

Das Eulenspiegel ist ein historisches Kino im Südostviertel der kreisfreien Stadt Essen in Nordrhein-Westfalen.

## Geschichte
Das Eulenspiegel wurde 1955 eröffnet. Seitdem finden hier regelmäßige Filmvorführungen statt. Das Gebäude wurde vom Architekten Hanns Rüttgers in sachlichem Stil entworfen. Die innere Ausstattung aus den 1950er Jahren ist vollständig erhalten und steht zusammen mit dem Gebäude, dem Kassenhäuschen mit Treppe und dem ursprünglichen Schriftzug über dem Eingangsbereich seit September 2000 unter Denkmalschutz. Seit 1980 ist das Eulenspiegel ein Programmkino.

## Technik
Das 288 Plätze bietende Eulenspiegel bietet neben der heute üblichen digitalen Projektion auch noch die Möglichkeit analoge Filme in 35 mm und in 70 mm auf der 100 m² Bildwand wiederzugeben. Das Kino hat eine Bühne und eine Wurlitzerorgel zur Stummfilmbegleitung.